# نبوية النحاس
الشيخة نبوية النحاس ( - 1973) هي قارئة قرآن مصرية، وتعد آخر امرأة مصرية ترتل القرآن في الاحتفالات العامة والإذاعة حتي اليوم.

## مسيرتها
- كانت نبوية النحاس ذات صوت قوي رنان، وكانت تحيي المآتم والأفراح والمناسبات الدينية، وأتقنت المديح والإنشاد، خاصة في مسجد الإمام الحسين بالقاهرة، حيث يوجد مكان مخصص للسيدات في المسجد يدخلن إليه من باب مخصوص.[5]

- ظهرت نبوية في فترة زمنية عاشت فيها مع اثنتان من كبار القارئات زادت المسافة بينهم في قراءة القرآن، فقد عاصرت القرئات للقرآن كريمة العدلية ومنيرة عبده.[6]

- كانت واحدة من ثلاث سيدات اشتهرن بتلاوة القرآن في مصر خلال القرن بداية القرن العشرين، ومعها كريمة العدلية ومنيرة عبده.[7]

- كانت آخر سيدة مصرية ترتل القرآن في الاحتفالات العامة وفي المناسبات الدينية وفى المآتم والأفراح، وكان الاستماع إليها مقصورًا على السيدات.[8][9][10]

- اشتهرت بترتيل القرآن في أقسام مخصوصة للسيدات في المناسبات الخاصة والمآتم والاحتفالات الدينية، وقال عنها المؤرخ الصحفي محمود السعدني في كتابه ألحان السماء «بموت نبوية النحاس، انتهى عصر مرتلات القرآن من النساء».[11]